# برستون براون (ضابط)
برستون براون (بالإنجليزية: Preston Brown)‏ هو ضابط أمريكي، ولد في 1872 في ليكسينغتون في الولايات المتحدة، وتوفي في 1948 في فينيارد هافن في الولايات المتحدة.